# Остаци цркве и гробља у Пископовцима
Остаци цркве и гробља налазе се у насељу Пископовце, општина Тутин. Представљају непокретно културно добро као археолошко налазиште, а њиме управља надлежни 	Завод за заштиту споменика културе Краљево.

## Опште информације
Налазе се у северном делу насеља Пископовце поред зграде основне школе. Црква је једнобродна грађевина правоугаоне основе са припатом, наосом и полукружном апсидом на истоку.
Црква је делимично укопана у земљу и засута каменом, па је њена спољашњост скинута. Зидови цркве, грађени притесаним каменом, очувани су до висине од 1,5 м, нарочито у североисточном делу. Трагови фреско-сликарства сачувани су у доњим партијама зидова у северном и јужном делу апсиде.
На некрополи, која се развијала око цркве заступљени су надгробници облика крста и плоче без натписа и украса. Некропола се у народу назива Грчким/Римским гробљем. На парцелама испод цркве и некрополе изоравани су метални предмети и фрагменти керамике који указују на постојање насеља.